# Yannick De Winter
Yannick De Winter (Lier, 3 juni 1989) is een Belgisch voetballer. Zijn broer, Yves is eveneens doelman.

## Clubstatistieken
| Seizoen | Club               | Land      | Competitie         | Wedst | goals |
| ------- | ------------------ | --------- | ------------------ | ----- | ----- |
| 2007/08 | KVC Westerlo       | België    | Eerste Klasse      | 0     | 0     |
| 2008/09 | KVC Westerlo       | België    | Eerste Klasse      | 0     | 0     |
| 2009/10 | KVC Westerlo       | België    | Jupiler Pro League | 1     | 0     |
| 2009/10 | KVC Westerlo       | België    | Play-Off II A      | 0     | 0     |
| 2010/11 | KVC Westerlo       | België    | Jupiler Pro League | 0     | 0     |
| 2010/11 | KVC Westerlo       | België    | Play-Off II A      | 0     | 0     |
| 2011/12 | Esperanza Neerpelt | België    | Vierde klasse C    | 23    | 0     |
| 2012/13 | MVV Maastricht     | Nederland | Jupiler League     | 0     | 0     |
| 2013/14 | KFC Bevel          | België    | Tweede provinciale | 15    | 0     |
| 2014/15 | KFC Lille          | België    | Eerste provinciale | 0     | 0     |
|         |                    |           | Totaal             | 39    | 0     |